# Ombrella (infiorescenza)

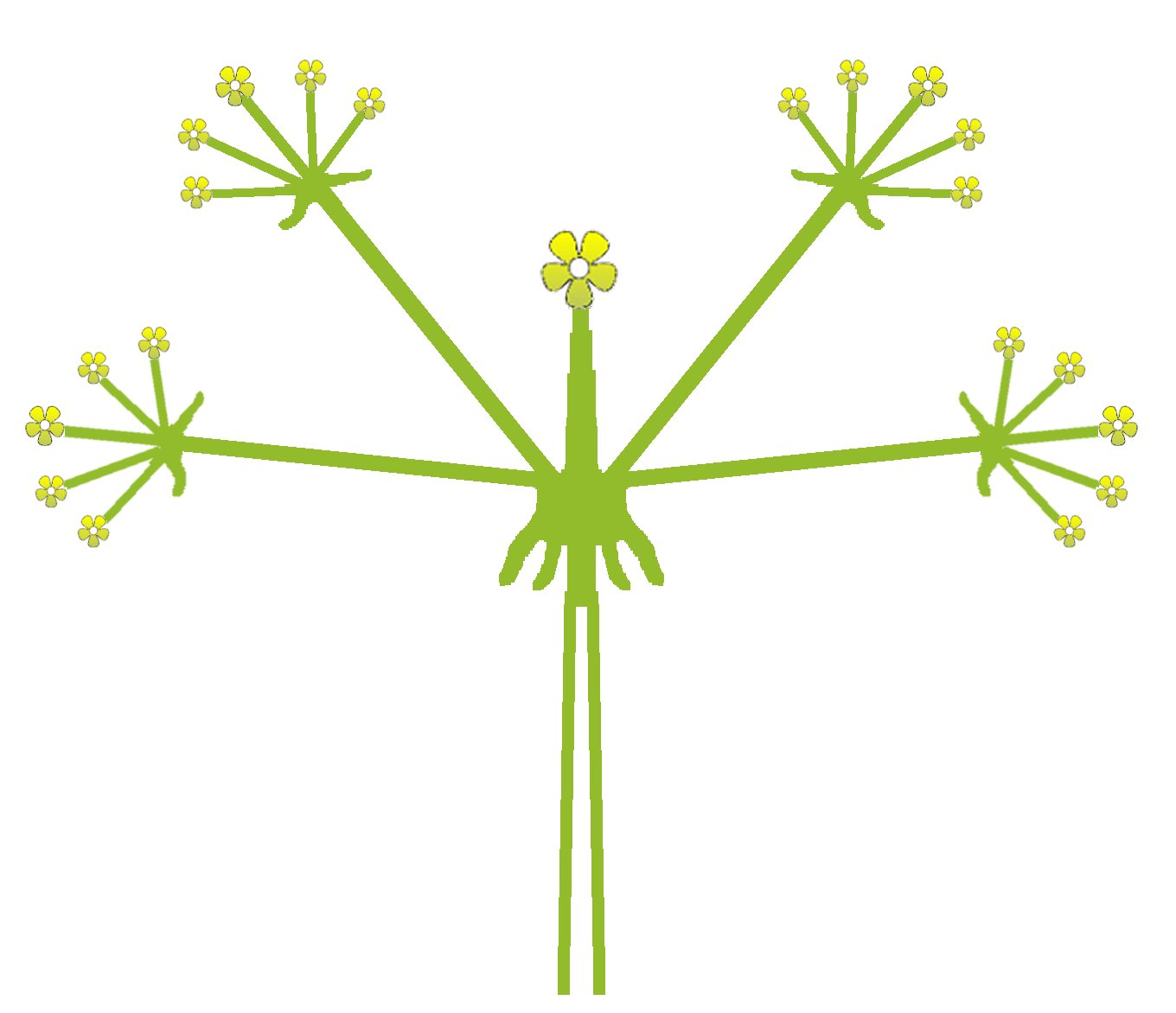
Struttura schematica di un'infiorescenza ad ombrella composta

L'ombrella è un tipo di infiorescenza racemosa in cui tutti i fiori hanno peduncolo di lunghezza più o meno uguale, tipica delle piante appartenenti alla famiglia delle Apiaceae (dette anche, per l'appunto, Ombrellifere o Umbelliferae).
L'ombrella può essere semplice, quando ogni raggio dell'ombrella dell'infiorescenza termina con un singolo fiore, o composta da numerosi piccoli ombrelluli. Le ombrelle sono spesso munite alla base di un involucro formato di brattee.
I fiori sono piccoli, a simmetria pentamera. Contano 5 petali e 5 stami, e hanno al centro un ovario infero a due carpelli. I sepali sono assenti o molto ridotti per il fatto che il calice è saldato quasi completamente all'ovario. Talvolta, i fiori periferici dell'ombrella sono irregolari, coi petali esterni nettamente più grandi, e contribuiscono a fare dell'ombrella un "simil-fiore". L'ovario porta due stili che si allargano alla base in un disco nettarifero.

## Galleria d'immagini

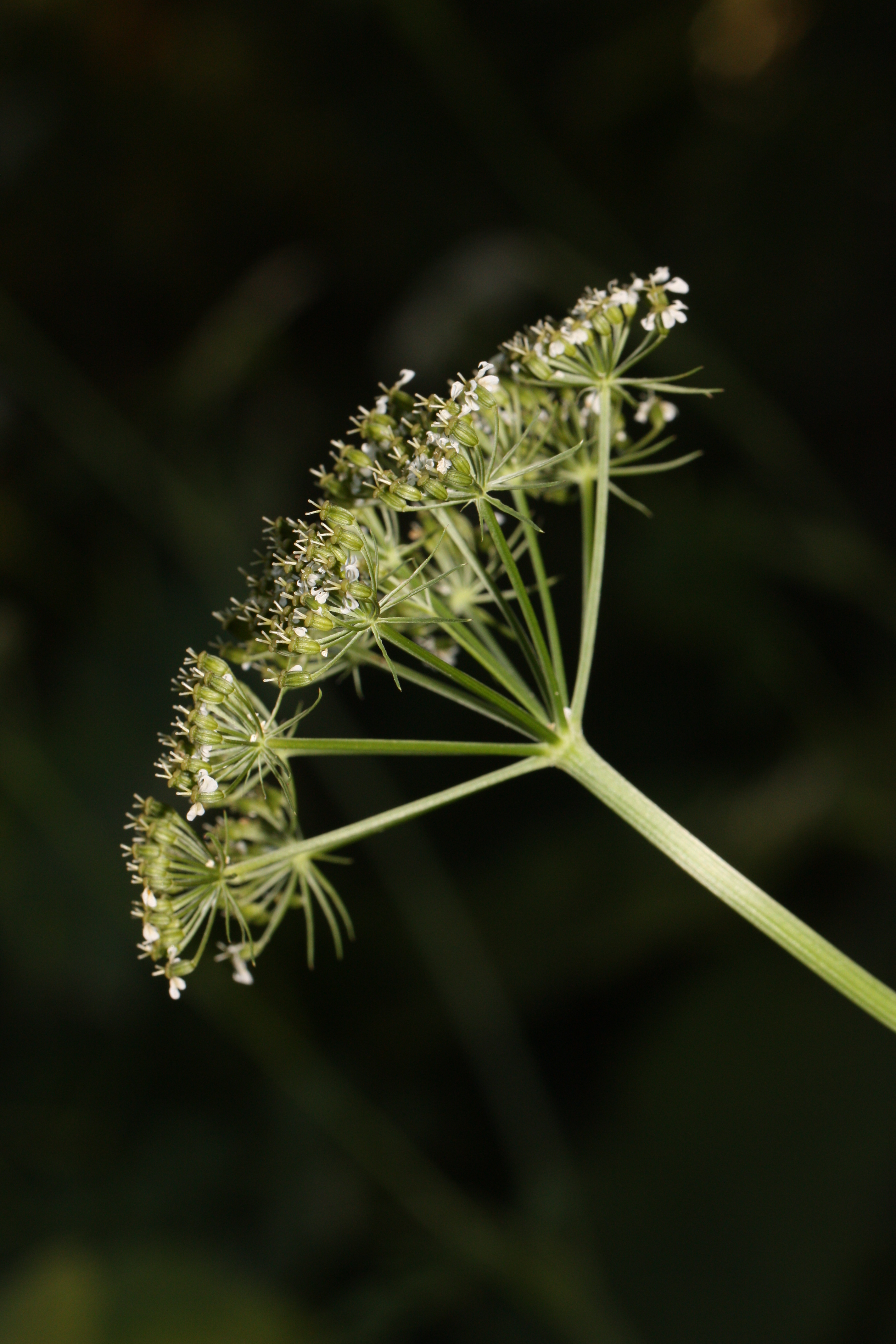
Ombrella composta di prezzemolo di cicuta, Conioselinum pacificum (Apiaceae)
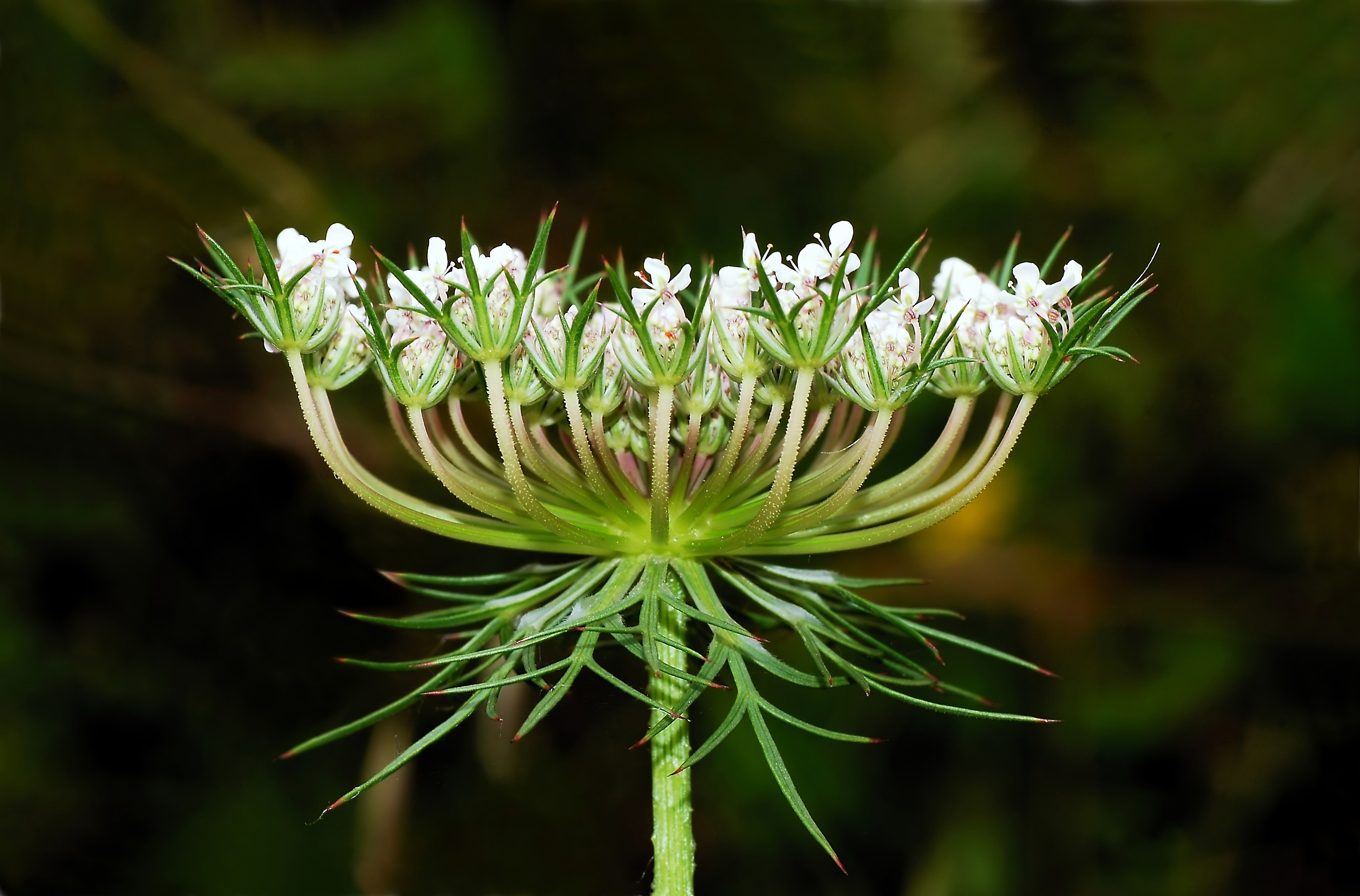
Ombrella composta di una carota selvatica, Daucus carota (Apiaceae)
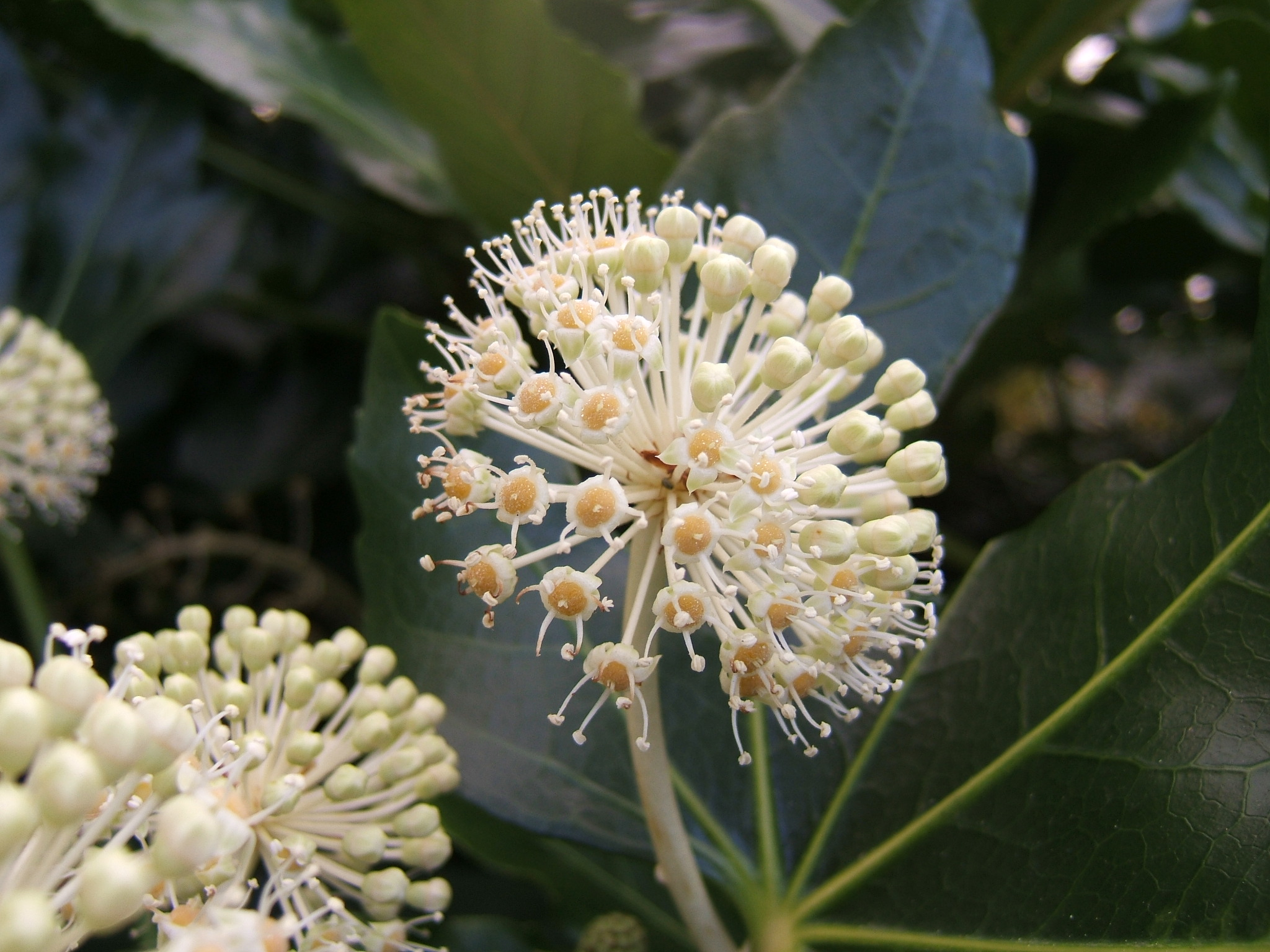
Ombrella di Fatsia japonica (Araliaceae)
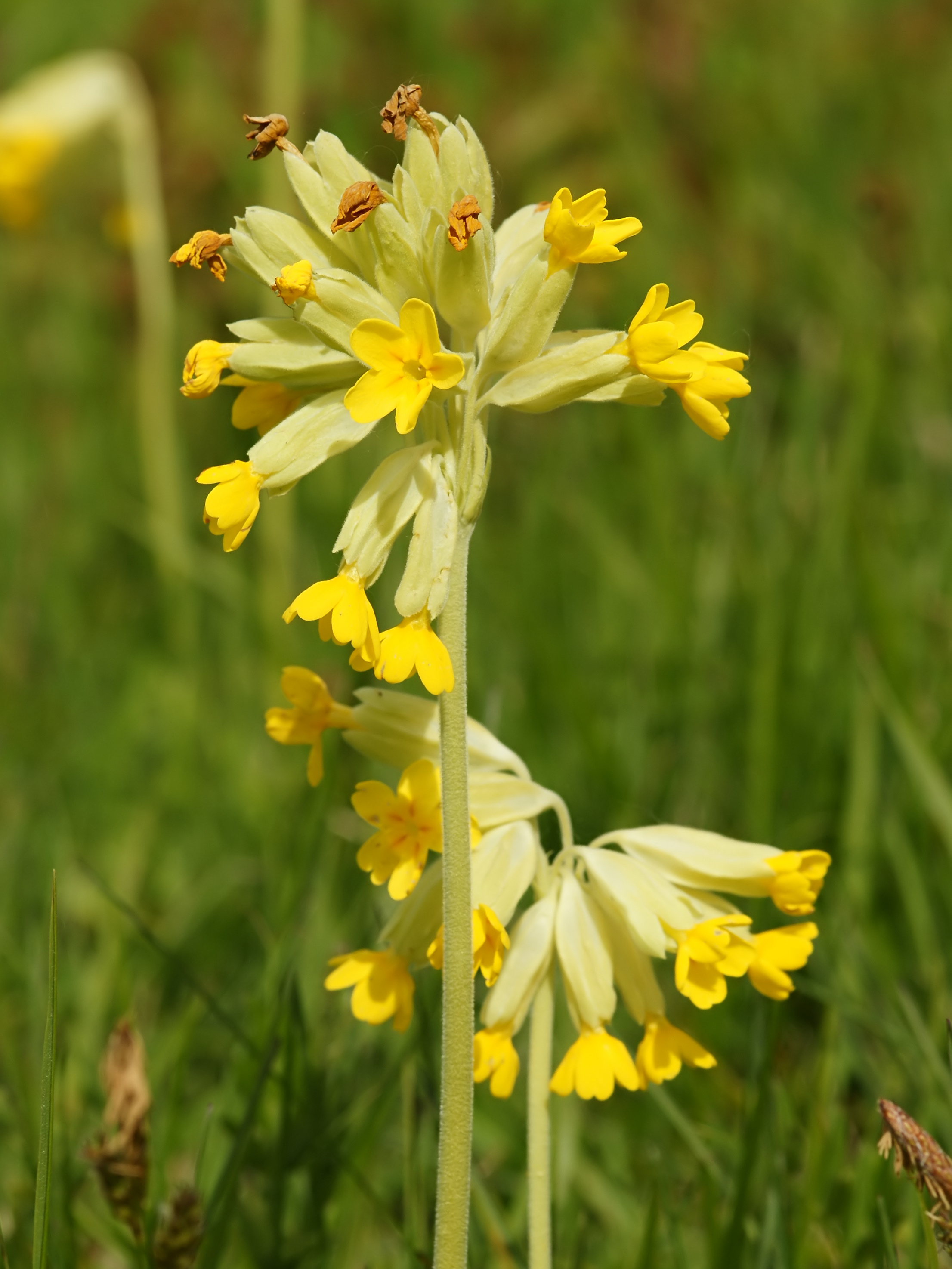
Ombrella involucro di Primula veris.